# W labiryncie (serial telewizyjny)
W labiryncie – polski serial obyczajowy w reżyserii Pawła Karpińskiego, emitowany w Programie 2 TVP (ówczesnym TP2) od 25 grudnia 1988 do 26 czerwca 1991. Pierwsza polska produkcja o cechach amerykańskiej opery mydlanej, przez TVP określana jest jednak najczęściej jako telenowela. Łącznie powstało 120 odcinków w dwóch seriach.

## Opis
Scenarzysta Wojciech Niżyński rozpoczął pracę nad scenariuszem latem 1988. Wraz z tworzeniem scenariusza serialu Niżyński pisał książkę będącą jego literacką adaptacją. W latach 1989–1991 scenariusz serialu został zaadaptowany i wydany w postaci dziesięciu książeczek, w formacie zeszytowym. Muzykę do serialu skomponował Krzysztof Marzec i Lech Brański na syntezatorze Roland D-20.
Serial przedstawiał środowisko warszawskich farmaceutów, lekarzy, naukowców i biznesmenów w czasie przeobrażeń gospodarczych i ustrojowych na przełomie lat 80. i 90. w Polsce. Osią fabuły są perypetie Ewy Glinickiej (Agnieszka Robótka-Michalska, potem Beata Rakowska), absolwentki farmacji, która po śmierci narzeczonego rozpoczyna pracę w Pracowni Farmakologii Klinicznej Instytutu Medycyny Klinicznej i Doświadczalnej. Trafia w sam środek intryg między pracownikami naukowymi Instytutu, których życie osobiste także jest pełne codziennych trosk, nieszczęść, ale i radości.
W labiryncie był produkowany „z marszu”, w naturalnych wnętrzach i w plenerach. Według stanu z 1989 każdy z odcinków, filmowany techniką wideo, kosztował ok. 15 mln zł (w tym czasie odcinki innych seriali kosztowały ok. 40–50 mln zł). Co tydzień emitowano jeden odcinek. Oglądalność serialu sięgała 16 milionów widzów.
Twórcy W labiryncie są autorami serialu TVP Klan, emitowanego od 1997.

## Obsada
- Agnieszka Robótka-Michalska – Ewa Glinicka, później Hanisz
- Marek Kondrat – Adam Racewicz
- Sławomira Łozińska – Joanna Racewicz
- Piotr Skarga – Jan Duraj
- Renata Pękul – Krystyna Duraj
- Barbara Horawianka – Maria Jarosz
- Wiesław Drzewicz – Leon Guttman
- Małgorzata Lorentowicz – Anna Suchecka, żona profesora
- Piotr Pawłowski – profesor Jerzy Suchecki
- Jan Jankowski – Paweł Hanisz
- Dariusz Kordek – Marek Siedlecki
- Marta Klubowicz – Dorota Wanat, później Siedlecka
- Jowita Miondlikowska – Marta Białek, córka Joanny Racewicz
- Tomasz Sobota – Piotrek, syn Racewiczów
- Zosia Karpińska – Ola, córka Durajów
- Eugenia Herman – Janina Czerska, matka Krystyny Durajowej
- Gustaw Lutkiewicz – Henryk Ostoja-Ostojałowski, sąsiad Racewiczów, adorator Janiny
- Anna Chodakowska – Renata Glinicka, przyrodnia siostra Ewy
- Bogdan Baer – Tomasz Glinicki, ojciec Renaty, badylarz, potem właściciel kwiaciarni
- Dorota Kamińska – Danuta Mayer
- Karol Strasburger – David Mayer
- Maria Garbowska-Kierczyńska – Pani Władzia, gosposia Hanisza, później Sucheckich
- Cezary Domagała – Maciek Derbich, krewny Sucheckiej, student farmacji (wcześniej w odc. 38 gość o imieniu Jacek na przyjęciu u Hellera podrywający Martę Białek)
- Anna Wojton – Mariola Kaczorek[6], laborantka w Instytucie, przyjaciółka Maćka
- Leon Niemczyk – docent Józef Stopczyk
- Małgorzata Bogdańska – Hania, sekretarka Stopczyka, później Racewicza
- Irena Karel – Bożena Kamicka, laborantka
- Janusz Bukowski – Grzegorz Białek, ojciec Marty
- Sylwia Wysocka – Elżbieta Jarosz, synowa Marii
- Janusz Bylczyński – Franciszek Hanisz, pisarz, przybrany ojciec Pawła, biologiczny ojciec Ewy
- Krzysztof Kołbasiuk – Jurek Sewer, znajomy Doroty, były opozycjonista
- Ewa Wawrzoń – Borg-Siedlecka, matka Marka, prokurator w czasie stanu wojennego przesłuchująca Dorotę
- Mieczysław Voit – Siedlecki, ojciec Marka
- Karol Bulenda – Igor Świtonik, chłopak Marty, kochanek Renaty
- Czesław Nogacki – Wiktor Świtonik – ojciec Igora, marynarz
- Anna Gornostaj – Asia Błażyńska, koleżanka Krystyny Durajowej
- Leszek Teleszyński – Krzysztof Werner, pilot LOT-u, adorator Krystyny Durajowej
- Piotr Grabowski – Robert Heller, biznesmen hochsztapler
- Andrzej Mrowiec – prezes Stefan Myszorek, antykwariusz paser
- Zdzisław Rychter – Edzio, znajomy Renaty, taksówkarz mający powiązania z półświatkiem
- Agata Rzeszewska – Monika, przyjaciółka Joanny Racewiczowej
- Wojciech Kostecki – dr Kubiak, lekarz ginekolog opiekujący się Ewą
- Kazimierz Wysota – dr Witold Zych, kolega Jana Duraja, lekarz Hanisza
- Maria Quoos-Morawska(inne języki) – dr Agata Wieczorek, koleżanka Ewy Glinickiej
- Roman Szafrański – Saleh Moutar, Arab wynajmujący mieszkanie Racewicza
- Maciej Tuszyński – Jacek „Bajbus”, kolega Marty
- Beata Rakowska – Ewa Glinicka–Hanisz nr 2
- Jaś Chołoniewski – Mateusz Suchecki, synek Ewy
- Jacek Skiba – Andrzej Jarosz, syn Marii
- Witold Bieliński – Andrzej Jarosz nr 2
- Dariusz Biskupski – Prus, syn Gutmana mieszkający na stałe w Australii
- Witold Żaboklicki – Akindu, student farmacji
- Zygmunt Maciejewski – profesor Rejter kuzyn Haniszów mieszkający w Szwajcarii
- Kazimierz Mazur – pan Kazio, dozorca w bloku Durajów

### Gościnnie
- Iwona Jaslikowska – osoba rozmawiająca w restauracji hotelu „Europejski” z Renatą Glinicką
- Wiesław Michnikowski – Czesław Kulczycki, przyjaciel Guttmana
- Maciej Orłoś – Andrzej Kurek, prowadzący spotkania „AA”
- Tomasz Raczek – szef Joanny Racewiczowej w TVP
- Kazimierz Orzechowski – ksiądz Kazimierz, przyjaciel Sucheckich
- Katarzyna Łaniewska – Robakowa, matka porywaczki Mateusza
- Zdzisław Wardejn – dramaturg Janusz Burkat, telewizyjny gość Joanny Racewiczowej
- Zbigniew Buczkowski – lekarz pogotowia
- Teresa Lipowska – pielęgniarka na oddziale dr Kubiaka
- Joanna Kurowska – wychowawczyni Piotrka Racewicza
- Andrzej Grabarczyk – oficer MO, potem Policji
- Kazimiera Utrata – wścibska sąsiadka Racewicza
- Małgorzata Rożniatowska – urzędniczka w telekomunikacji przyjmująca reklamację Racewicza
- Eugeniusz Priwieziencew – grabarz na pogrzebie Hanisza
- Danuta Lato – Barbara, narzeczona Grzegorza Białka
- Halina Kowalska – Wanda Paciorek, matka „Bajbusa”
- Leonard Andrzejewski – dziadek Igora
- Zofia Streer – babka Igora
- Andrzej Gawroński – mężczyzna podwożący Igora do Warszawy
- Zofia Rysiówna – Pani Lena, stara aktorka, którą opiekowała się Marta
- Barbara Zielińska – Czesia, porywaczka Mateusza
- Waldemar Obłoza – rolnik Klimczak
- Andrzej Niemirski – człowiek Seweryna
- Stefan Każuro – mężczyzna obserwujący Danutę Mayer
- Czesław Mroczek – profesor Musiałowicz
- Renata Berger – 2 role: ciężarna oczekująca na badanie USG; Krystyna, uczestniczka mitingów „Anonimowych Alkoholików”
- Mirosław Kowalczyk – goryl Myszorka
- Robert Rogalski – urzędnik USC
- Włodzimierz Wilkosz – Włodzimierz Lipiec, inspektor z komendy stołecznej
- Jacek Domański – pracownik UOP
- Lech Sołuba – posterunkowy
- Zofia Perczyńska – „Nutka”, ukochana Szymona z czasów powstania warszawskiego
- Ryszard Pracz – 2 role: lekarz konsultujący stan zdrowia synka Ewy; profesor prowadzący testy Adoloranu
- Tadeusz Hanusek – 2 role: mężczyzna na przyjęciu u Hellera; oficer milicji przeprowadzający konfrontację
- Marek Gajewski – klient baru pozdrawiający Joannę Racewicz
- Zbigniew Korepta – pasażer jadący z Ewą Glinicką w przedziale pociągu
- Dominik Łoś – Staszek, kolega Piotrka Racewicza
- Grzegorz Pawłowski – Bohdan Sokół, kolega Derbicha
- Ryszard Łabędź – Cichy
- Sławomir Jóźwik – Marian, brat Marka Siedleckiego
- Ludmiła Łączyńska – Pani Stasia, handlująca mięsem
- Bogusław Augustyn
- Krystyna Chmielewska
- Grzegorz Gierak
- Elżbieta Jagielska
- Bogusław Sar
- Elżbieta Skrętkowska
- Tatiana Sosna-Sarno

## Spis serii
| Seria | Odcinki     | Premiera serii  | Finał serii     | Pora emisji  | Stacja telewizyjna |
| ----- | ----------- | --------------- | --------------- | ------------ | ------------------ |
| 1.    | 1–52 (52)   | 25 grudnia 1988 | 5 maja 1989     | piątek 19.00 | TVP2               |
| 1.    | 1–52 (52)   | 10 maja 1989    | 25 grudnia 1989 | środa 15.00  | TVP2               |
| 2.    | 53–120 (68) | 14 marca 1990   | 26 czerwca 1991 | środa 15.00  | TVP2               |